# 卡洛·兰卡蒂
卡洛·兰卡蒂（義大利語：Carlo Rancati，1940年4月28日—2012年11月22日），意大利男子自行车运动员。他曾代表意大利参加1964年夏季奥林匹克运动会自行车比赛，获得男子团体追逐赛银牌。